# Seika
Seika (japanska: 精華町?, Seika-chō) är en landskommun (köping) i Kyoto prefektur i Japan.